# دواين تورنر
دواين تورنر (بالإنجليزية: Dwayne Turner)‏ هو فنان أمريكي، ولد في القرن العشرين في الولايات المتحدة.